# 泉川白水
泉川 白水（いずみかわ はくすい、1872年（明治5年）10月18日 - 1965年（昭和40年）2月4日）は秋田県出身の俳人で南画家。短歌や書道にも優れた。本名は良之助。

## 略歴
秋田県平鹿郡横手町（現：横手市）四日町下丁に生まれる。幼時に尾崎行雄邸に預けられた。早稲田大学政治科を中退。郡会議員、郡参事員、町会議員を歴任した。1925年（大正14年）に武者小路実篤らと日本画の「煙雲倶楽部」を結成した。翌1926年には新南画を提唱、東京髙島屋で個展をひらく。総理大臣賞受賞。県の国宝重要美術調査委員でもあった。一方で吉川五明の系統をひく俳人でもあり、湯沢市鷹の湯に、高さ10mの巨大な句碑が建っている。横手市文化功労賞、県の文化功労賞を受けた。